# Toupie (outil)
Pour les articles homonymes, voir Toupie.

Une toupie est une machine-outil d'usinage du bois. Elle sert à profiler des sections de bois. On peut appeler ces profils des moulures.

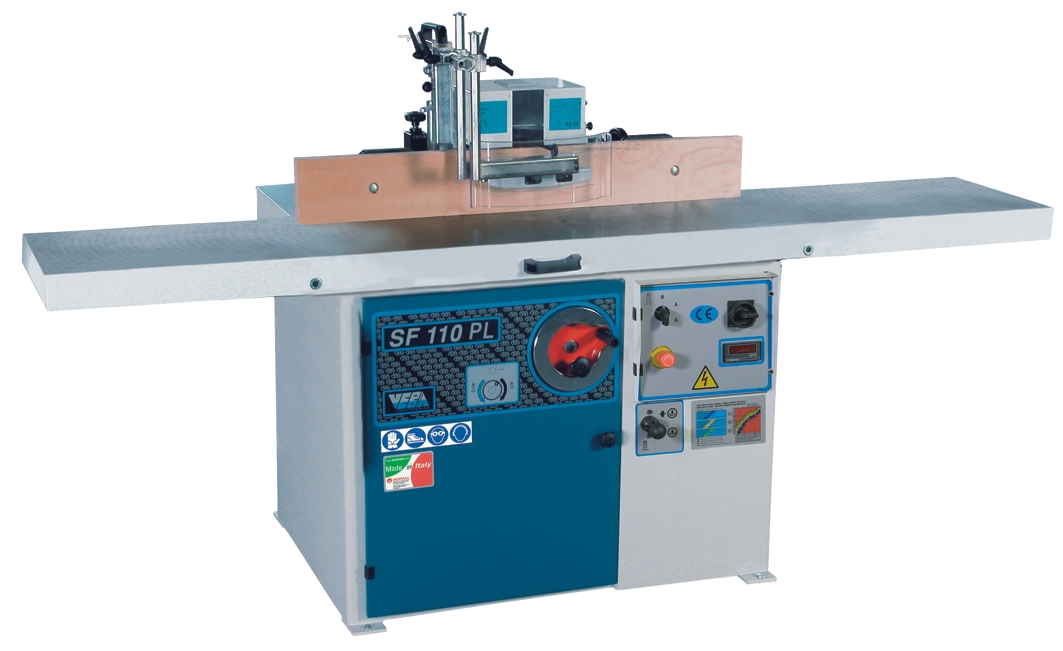
Toupie

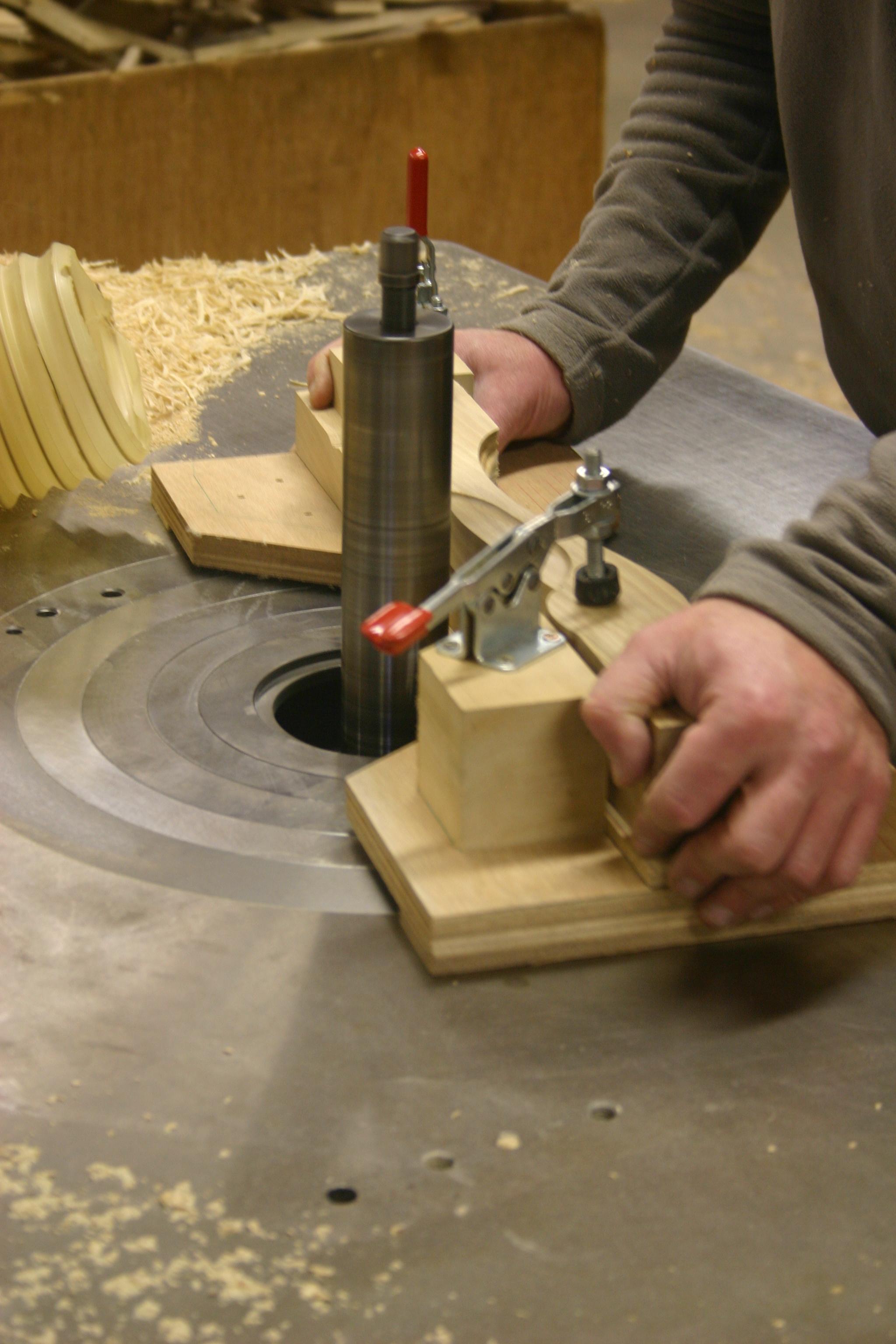
Toupillage au gabarit d'une pièce de bois (attention les protecteurs réglementaires ne sont pas en place)

L'outil est fixé sur un arbre vertical logé dans une lumière cylindrique au milieu d'une table en fonte ou en acier. Le réglage de la profondeur est effectué grâce à un guide rectiligne situé de part et d'autre de l'outil en laissant plus ou moins dépasser l'outil. Le réglage de la hauteur s'effectue à l'aide d'une manivelle souvent située sur le côté de la machine.
On peut aussi changer la démultiplication arbre/moteur en réglant la courroie qui est derrière le capot situé en dessous de la table.
Les nouvelles technologies ont permis aux toupies de supprimer les manivelles de réglage grâce à un réglage numérique ainsi que les courroies, tout étant automatisé et actionné grâce à un potentiomètre.
Certaines toupies sont équipées :
- d'un entraîneur : l'usinage manuel oblige l'opérateur à approcher dangereusement ses mains de l'outil. L'entraîneur est muni de rouleaux caoutchoutés (pour l'adhérence) qui emportent la pièce vers l'outil et la maintiennent fermement contre le guide. Cependant, l'utilisation de l'entraîneur n'est pas possible pour des pièces de trop petites sections ;
- d'un guide à chariot qui permet l'installation d'une règle mobile perpendiculaire à l'outil pour utiliser la toupie comme une tenonneuse ;
- d'un arbre inclinable : l'inclinaison de l'arbre permet d'augmenter les possibilités d'usinage (rainure dans une pièce d'onglet, ...).

## Montage des outils
- Les premières machines avaient un arbre comprenant une fente dans l’axe. Des outils plats étaient insérés dans cette fente et maintenus bloqués par une vis.
- L’évolution des techniques a fait apparaître des porte-outils qui reçoivent des lames (ou fers) identiques (2 en général) ou des fraises, se montent sur l’arbre et sont réglés par un jeu de bagues.
- Selon la puissance de la machine, ces porte-outil ont des diamètres différents et reçoivent des lames standards ou taillées en fonction du profil à obtenir sur la pièce de bois.
- Pour l’usinage de bois très durs ou abrasifs comme le panneau de particules ou le lamellé-collé, des fraises à denture carbure assurent un usinage optimum.

## Sécurité
Si les premières machines avaient simplement un arbre porte-outil qui sortait de la table sans aucune protection, la dangerosité de ces machines a aujourd'hui grandement diminué grâce à certains dispositifs de protection.
- L’arbre porte-outil est recouvert d’un couvercle transparent, limitant la possibilité d’un contact accidentel avec les mains et permet de voir le fonctionnement de l’outil.
- Sur la table de travail, un guide réglable maintien la pièce à une certaine distance de l’outil, ne laissant dépasser que la partie de l’outil utile. Un autre protecteur, transparent ou non, recouvre la zone de travail tout en permettant l’éjection des copeaux.
- Un autre dispositif de guidage pour le travail à l’arbre est constitué d’une bague entourant l’arbre et maintenant la pièce à une distance voulue. Ce dispositif est indispensable pour le chantournage de formes quelconques.
- Sur les machines industrielles ou machines modernes de bricolage, un dispositif automatique d’entraînement de la pièce de bois évite l’approche des mains de l’outil. Muni de rouleau d’entraînement en caoutchouc, ce dispositif est à vitesse variable.

## Galerie de photos

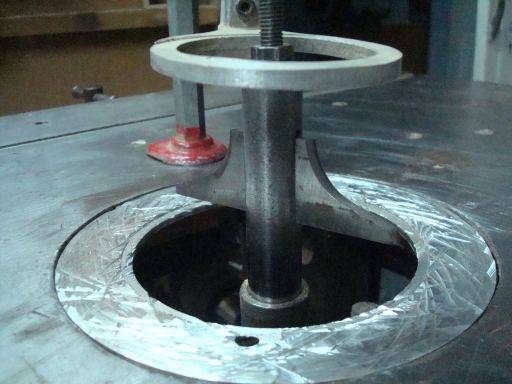
Toupie à arbre fendu
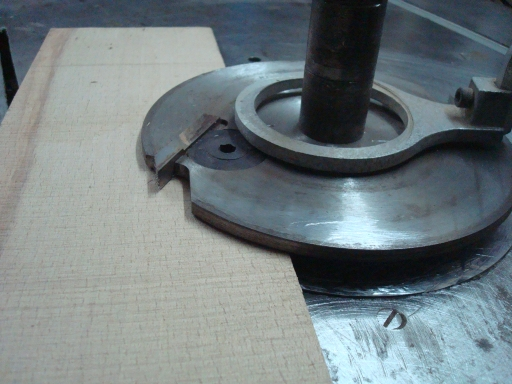
Outil à platebande
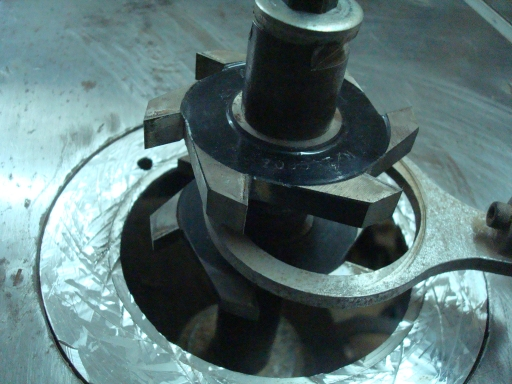
Fraise à rainurer
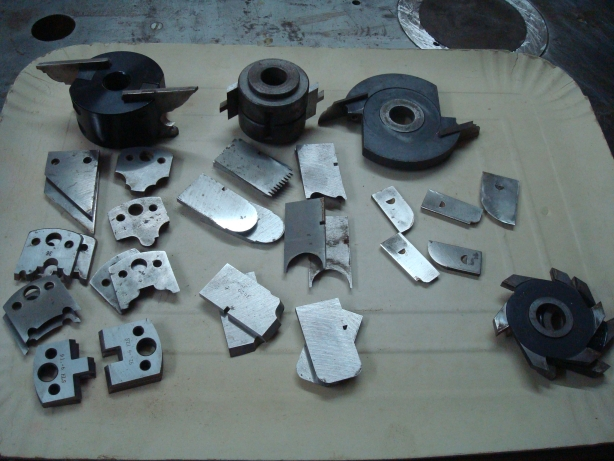
Différents outils et porte-outils